# Ryan Cox
Ryan Cox (ur. 9 kwietnia 1979, zm. 1 sierpnia 2007) – południowoafrykański kolarz.
Był zawodnikiem teamu Barloworld, do jego największych sukcesów należą między innymi:  drugie miejsce w Tour de Langkawi w Malezji w 2004, oraz pierwsze miejsce w tym samym wyścigu w roku kolejnym. Zajął także drugie miejsce Giro del Capo w Południowej Afryce w 2005.
W 2007, nie uczestniczył w Tour de France. Przeszedł operację we Francji i po powrocie do kraju trafił 30 lipca do szpitala w Johannesburgu. Zmarł w wyniku pęknięcia głównej żyły lewej nogi.